# Satélite irregular

Satélites irregulares de Júpiter (rojo), Saturno (amarillo), Urano (verde) y Neptuno (azul) (excluyendo Triton). El eje horizontal muestra su distancia desde el planeta (semieje mayor) expresada como una fracción del radio de la esfera de Hill del planeta. El eje vertical muestra su inclinación orbital. Los puntos o círculos representan sus tamaños relativos.

En astronomía, una luna irregular, un satélite irregular o un satélite natural irregular es un satélite natural que sigue una órbita distante, inclinada, a menudo excéntrica y retrógrada. Han sido capturados por su planeta padre, a diferencia de los satélites regulares, que se formaron en órbita alrededor de ellos.
A partir de julio de 2018, se conocen 125 lunas irregulares, que orbitan alrededor de los cuatro planetas exteriores (Júpiter, Saturno, Urano y Neptuno). Los más grandes de cada planeta son Himalia de Júpiter, Febe de Saturno, Sycorax de Urano y Tritón de Neptuno. Actualmente se piensa que los satélites irregulares fueron capturados desde órbitas heliocéntricas cerca de sus ubicaciones actuales, poco después de la formación de su planeta padre. Una teoría alternativa, que se originó más allá en el cinturón de Kuiper, no es compatible con las observaciones actuales.

## Definición
| Planeta | rH, 106 km | r min, km | Número conocido       |
| ------- | ---------- | --------- | --------------------- |
| Júpiter | 55         | 1.5       | 71                    |
| Saturno | 69         | 3         | 38                    |
| Urano   | 73         | 7         | 9                     |
| Neptuno | 116        | 16        | 7 (incluyendo Tritón) |

No existe una definición precisa y ampliamente aceptada de un satélite irregular. Informalmente, los satélites se consideran irregulares si están lo suficientemente lejos del planeta para que la precesión de su plano orbital esté controlada principalmente por el sol.
En la práctica, el semieje mayor del satélite se compara con el radio de la esfera de Hill del planeta (es decir, la esfera de su influencia gravitatoria), rH.{\displaystyle r_{H}} Los satélites irregulares tienen ejes semi-mayores mayores de 0.05 rH con ápsides que se extienden hasta 0,65 {\displaystyle r_{H}} El radio de la esfera de Hill se da en la tabla adyacente.

La Luna de la Tierra parece ser una excepción: por lo general, no aparece como un satélite irregular, aunque su precesión está controlada principalmente por el Sol. y su eje semi mayor es mayor que 0.05 del radio de la Esfera de Hill de la Tierra.

## Órbitas

### Distribución actual
Las órbitas de los satélites irregulares conocidos son extremadamente diversas, pero existen ciertos patrones. Las órbitas retrógradas son mucho más comunes (83%) que las órbitas progresivas. No se conocen satélites con inclinaciones orbitales superiores a 55 ° (o inferiores a 130 ° para satélites retrógrados). Además, se pueden identificar algunos grupos, en los que un satélite grande comparte una órbita similar con algunos más pequeños.
Dada su distancia del planeta, las órbitas de los satélites exteriores están muy perturbadas por el Sol y sus elementos orbitales cambian ampliamente en intervalos cortos. El eje semi-mayor de Pasiphae, por ejemplo, cambia tanto como 1.5 Gm en dos años (órbita simple), la inclinación en torno a 10 °, y la excentricidad hasta en 0.4 en 24 años (dos veces el período orbital de Júpiter). En consecuencia, los elementos orbitales medios (promediados a lo largo del tiempo) se utilizan para identificar los grupos en lugar de los elementos de oscilación en la fecha dada. (Del mismo modo, los elementos orbitales adecuados se utilizan para determinar las familias de los asteroides)

### Origen
Los satélites irregulares han sido capturados desde las órbitas heliocéntricas. (De hecho, parece que las lunas irregulares de los planetas gigantes, los troyanos jovianos y neptunianos, y los objetos grises del cinturón de Kuiper tienen un origen similar). Para que esto ocurra, al menos una de las tres cosas debe haber ocurrido:
- disipación de energía (por ejemplo, en interacción con la nube de gas primordial)
- una extensión sustancial (40%) de la esfera de Hill del planeta en un breve período de tiempo (miles de años)
- Una transferencia de energía en una interacción de tres cuerpos. Esto podría implicar:
  - una colisión (o encuentro cercano) de un cuerpo entrante y un satélite, lo que hace que el cuerpo entrante pierda energía y sea capturado.
  - un encuentro cercano entre un objeto binario entrante y el planeta (o posiblemente una luna existente), que resulta en la captura de un componente del binario. Tal ruta se ha sugerido como la más probable para Triton.[5]

Después de la captura, algunos de los satélites podrían romperse, lo que lleva a agrupaciones de lunas más pequeñas que siguen órbitas similares. Las resonancias podrían modificar aún más las órbitas haciendo que estas agrupaciones sean menos reconocibles.

### Estabilidad a largo plazo

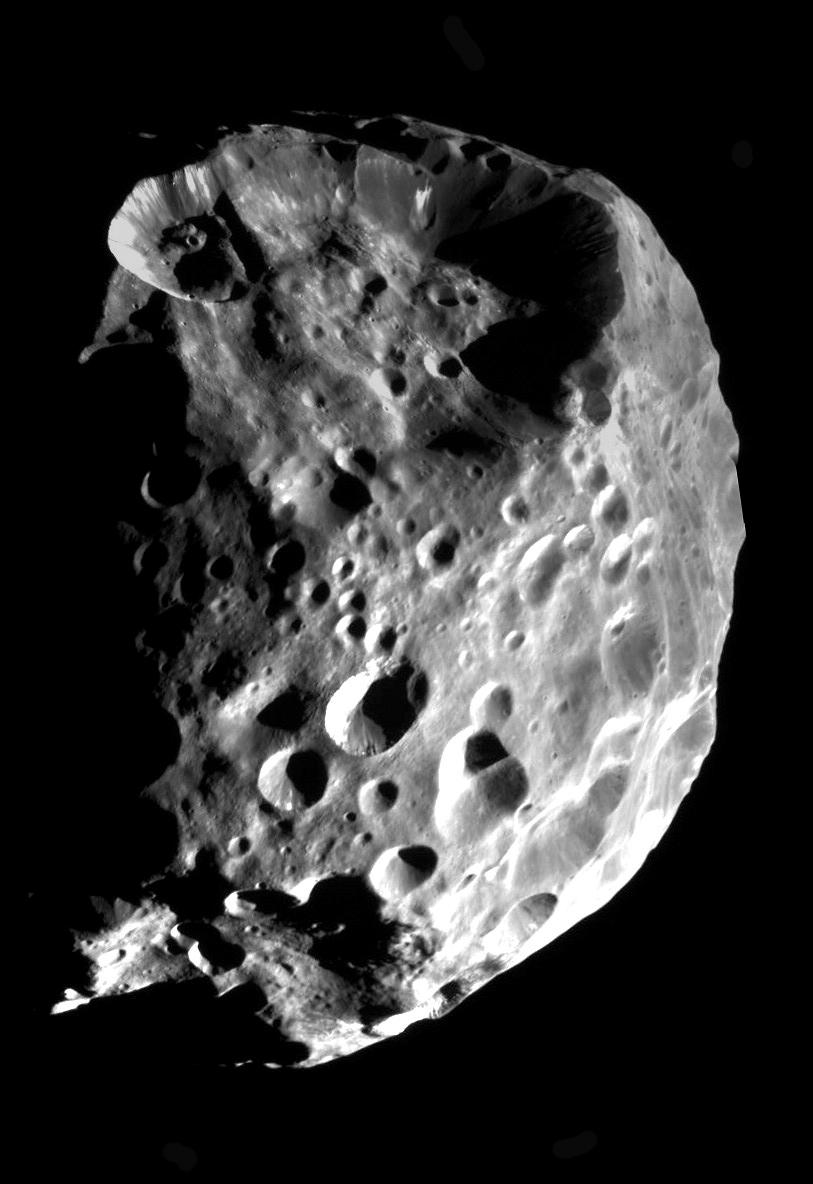
Febe, el satélite irregular más grande de Saturno

Las órbitas actuales de las lunas irregulares son estables, a pesar de perturbaciones importantes cerca del apocentro.
La causa de esta estabilidad en una serie de irregulares es el hecho de que orbitan con una resonancia secular o Kozai
Además, las simulaciones indican las siguientes conclusiones:
- Las órbitas con inclinaciones entre 50 ° y 130 ° son muy inestables: su excentricidad aumenta rápidamente, lo que provoca la pérdida del satélite.[3]
- Las órbitas retrógradas son más estables que las progradas (las órbitas retrógradas estables se pueden encontrar más lejos del planeta)

El aumento de la excentricidad da como resultado pequeños pericentros y grandes apocentros. Los satélites entran en la zona de las lunas regulares (más grandes) y se pierden o expulsan por colisión y encuentros cercanos. Alternativamente, las perturbaciones crecientes del Sol en los apocentros en crecimiento los empujan más allá de la esfera de hill.
Los satélites retrógrados se pueden encontrar más lejos del planeta que los avanzados. Las integraciones numéricas detalladas han demostrado esta asimetría. Los límites son una función complicada de la inclinación y la excentricidad, pero en general, las órbitas progradas con ejes semi-mayores de hasta 0,47 rH (radio de la esfera de hill) pueden ser estables, mientras que para las órbitas retrógradas la estabilidad puede extenderse hasta 0,67 rH.
El límite para el eje semimayor es sorprendentemente agudo para los satélites progresivos. Un satélite en una órbita circular (inclinación = 0°) situada a 0.5 rH dejaría a Júpiter en tan solo cuarenta años. El efecto puede explicarse por la llamada resonancia de la evección. El apocentro del satélite, donde el control del planeta sobre la luna está en su punto más débil, se bloquea en resonancia con la posición del sol. Los efectos de la perturbación se acumulan en cada paso que empuja al satélite aún más hacia el exterior...
La asimetría entre los satélites de avance y retrógrado puede explicarse de manera muy intuitiva por la aceleración de Coriolis en el cuadro que gira con el planeta. Para los satélites progresivos, la aceleración apunta hacia afuera y para el retrógrado apunta hacia adentro, estabilizando el satélite.

### Capturas provisionales
La captura de un asteroide desde una órbita heliocéntrica no siempre es permanente. Según las simulaciones, los satélites temporales deberían ser un fenómeno común. The only observed example is 2006 RH120 y 2007. El cual fue un satélite temporal de la Tierra durante nueve meses en 2006 y 2007.

## Características físicas

### Tamaño

Ilustración de la ley de poder. El número de objetos depende de su tamaño.

Dada su mayor distancia de la Tierra, los satélites irregulares conocidos de Urano y Neptuno son más grandes que los de Júpiter y Saturno; Los más pequeños probablemente existen pero aún no se han observado. Sin embargo, con este sesgo de observación en mente, la distribución del tamaño es similar para los cuatro planetas gigante
Típicamente, la relación que expresa el número N de objetos del diámetro menor o igual a D Se aproxima por una ley de poder:
{\displaystyle {\frac {Dn}{dD}}\backsim D^{-q}}

Se observa una ley de potencia superficial (q ~ 2) para tamaños de 10 a 100 km † pero más pronunciada (q ~ 3.5) para objetos más pequeños que 10 km ‡.
En comparación, la distribución de los objetos del cinturón de Kuiper es mucho más pronunciada (q ~ 4), es decir, para un objeto de 1000 km hay un millar de objetos con un diámetro de 100 km. La distribución del tamaño proporciona información sobre el posible origen (captura, colisión / ruptura o acrecentamiento).
† Para cada objeto de 100 km, se pueden encontrar diez objetos de 10 km.
↵ ‡ Para un objeto de 10 km, se pueden encontrar unos 140 objetos de 1 km.

### Colores

Este diagrama ilustra las diferencias de color en los satélites irregulares de Júpiter (etiquetas rojas), Saturno (amarillo) y Urano (verde). Solo se muestran los irregulares con índices de color conocidos. Para referencia, también se trazan el centauro Pholus y tres objetos clásicos del cinturón de Kuiper (etiquetas grises, tamaño no a escala). Para comparación, vea también los colores de centauros y KBOs.

Los colores de los satélites irregulares se pueden estudiar a través de índices de color: medidas simples de las diferencias de la magnitud aparente de un objeto a través de los filtros azul (B), visible, es decir, verde-amarillo (V) y rojo (R). Los colores observados de los satélites irregulares varían de neutro (grisáceo) a rojizo (pero no tan rojo como los colores de algunos objetos del cinturón de Kuiper).
| Albedo | Neutro | Rojizo   | Rojo      |
| ------ | ------ | -------- | --------- |
| bajo   | C 3–8% | P 2–6%   | D 2–5%    |
| Medio  |        | M 10–18% | Un 13–35% |
| Alto   |        | E 25–60% |           |

El sistema de cada planeta muestra características ligeramente diferentes. Los irregulares de Júpiter son de gris a ligeramente rojo, de acuerdo con los asteroides de tipo C, P y D. se observa que algunos grupos de satélites muestran colores similares (ver secciones posteriores). Los irregulares de Saturno son ligeramente más rojos que los de Júpiter.
Los grandes satélites irregulares de Urano (Sycorax y Caliban) son de color rojo claro, mientras que los Próspero y Setebos más pequeños son de color gris, al igual que los satélites de Neptuno Nereid y Halimede.

### Espectros
Con la resolución actual, los espectros visible e infrarrojo cercano de la mayoría de los satélites aparecen sin rasgos distintivos. Hasta ahora, el hielo de agua se ha inferido en Phoebe y Nereid y se encontraron características atribuidas a la alteración acuosa en Himalia.

### Rotación
Los satélites regulares suelen estar bloqueados en forma de marea (es decir, su órbita está sincronizada con su rotación, de modo que solo muestran una cara hacia su planeta padre). En contraste, las fuerzas de marea en los satélites irregulares son insignificantes dada su distancia del planeta, y los períodos de rotación en el rango de solo diez horas se han medido para las lunas más grandes, Himalia, Phoebe, Sycorax y Nereid (para compararlas con sus períodos orbitales de cientos de días). Dichas tasas de rotación están en el mismo rango que es típico para los asteroides.

## Familias con un origen común
Algunos satélites irregulares parecen orbitar en "grupos", en los que varios satélites comparten órbitas similares. La teoría principal es que estos objetos constituyen familias de colisión, partes de un cuerpo más grande que se rompió.

### Agrupaciones dinámicas
Se pueden usar modelos de colisión simples para estimar la posible dispersión de los parámetros orbitales dado un impulso de velocidad Δv. La aplicación de estos modelos a los parámetros orbitales conocidos hace posible estimar la Δv necesaria para crear la dispersión observada. Una breakv de decenas de metros por segundo (5–50 m / s) podría resultar de una ruptura. Las agrupaciones dinámicas de satélites irregulares se pueden identificar utilizando estos criterios y la probabilidad del origen común a partir de una ruptura evaluada.
Cuando la dispersión de las órbitas es demasiado amplia (es decir, requeriría Δv en el orden de cientos de m / s)
- debe asumirse más de una colisión, es decir, el grupo debe subdividirse en grupos
- o se deben postular cambios significativos posteriores a la colisión, por ejemplo como resultado de resonancias.

### Agrupaciones de color
Cuando se conocen los colores y espectros de los satélites, la homogeneidad de estos datos para todos los miembros de una agrupación dada es un argumento sustancial para un origen común. Sin embargo, la falta de precisión en los datos disponibles a menudo hace que sea difícil extraer conclusiones estadísticamente significativas. Además, los colores observados no son necesariamente representativos de la composición a granel del satélite.

## Agrupaciones observados

### Satélites irregulares de Júpiter

Este diagrama ilustra las diferencias de color en los satélites irregulares de Júpiter (etiquetas rojas), Saturno (amarillo) y Urano (verde). Solo se muestran los irregulares con índices de color conocidos. Para referencia, también se trazan el centauro Pholus y tres objetos clásicos del cinturón de Kuiper (etiquetas grises, tamaño no a escala). Para comparación, vea también los colores de centauros y KBOs.

Por lo general, se enumeran los siguientes grupos (los grupos ajustados dinámicamente que muestran colores homogéneos se muestran en negrita)
- Satélites progresivos
  - El Grupo Himalia comparte una inclinación media de 28 °. Están confinados dinámicamente (Δv ≈ 150 m / s). Son homogéneos en longitudes de onda visibles (con colores neutros similares a los de los asteroides de tipo C) y en longitudes de onda cercanas al infrarrojo.[17]
  - Themisto no es parte de ningún grupo conocido.
  - Carpo no es parte de ningún grupo conocido.
  - Valetudo no es parte de ningún grupo conocido.

- Satélites retrógrados

Animación de la órbita Himalia: Azul: Júpiter, Rosado: Himalia, Celeste: Calisto

  - EL grupo de Carme comparte una inclinación promedio de 165 °. Es dinámicamente apretado (5 <Δv <50 m / s). Es muy homogéneo en color, cada miembro muestra una coloración roja clara consistente con un progenitor de asteroides de tipo D.
  - El grupo Ananke comparte una inclinación promedio de 148 °. Muestra poca dispersión de los parámetros orbitales (15 <Δv <80 m / s). Ananke en sí aparece de color rojo claro, pero los otros miembros del grupo son de color gris.
  - El grupo Pasífae está muy disperso. El mismo Pasiphae parece ser gris, mientras que otros miembros (Callirrhoe, Megaclite) son de color rojo claro.

Sinope, que a veces se incluye en el grupo de Pasiphae, es rojo y, dada la diferencia de inclinación, podría capturarse independientemente.
Pasiphae y Sinope también están atrapados en resonancias seculares con Júpiter.

### Satélites irregulares de Saturno

Satélites irregulares de Saturno, que muestran cómo se agrupan en grupos. Para una explicación, ver diagrama de Júpiter

Los siguientes grupos se enumeran comúnmente para los satélites de Saturno:
- Satélites progresivos↵
  - El grupo Galico comparte una inclinación media de 34 °. Sus órbitas son dinámicamente ajustadas (Δv ≈ 50 m / s), y son de color rojo claro; La coloración es homogénea en longitudes de onda visibles y cercanas al infrarrojo..[17]
  - El grupo Inuit comparte una inclinación media de 46 °. Sus órbitas están muy dispersas (Δv ≈ 350 m / s) pero son físicamente homogéneas, compartiendo un color rojo claro.
- Satélites retrógrados
  - El grupo nórdico se define principalmente para propósitos de nomenclatura; Los parámetros orbitales están muy dispersos. Las subdivisiones han sido investigadas, incluyendo
    - El grupo Phoebe comparte una inclinación promedio de 174 °; este subgrupo también está muy disperso, y puede dividirse en al menos dos subgrupos
    - El grupo Skathi es un posible subgrupo del grupo nórdico.

Animación del grupo de satélites Inuit de Saturno. AZUL: Kiviuq (luna) · VERDE: Ijiraq (luna) · AMARILLO: Paaliaq · ROJO: Siarnaq · CELESTE: Tarqeq
Animación de la órbita de Hyperion. AZUL: saturno. ROSADO: Hyperion. Celeste: Titan.
Animación de la órbita de Febe. AZUL: Saturno. ROSADO:Febe. Celeste: Titan

### Satélites irregulares de Urano y Neptuno
| Planeta | rmin   |
| ------- | ------ |
| Júpiter | 1.5 km |
| Saturno | 3 km   |
| Urano   | 7 km   |
| Neptune | 16 km  |

Satélites irregulares de Urano (verde) y Neptuno (azul) (excluyendo Triton). Para una explicación, ver diagrama de Júpiter

Según el conocimiento actual, el número de satélites irregulares que orbitan Urano y Neptuno es menor que el de Júpiter y Saturno. Sin embargo, se piensa que esto es simplemente el resultado de dificultades de observación debido a la mayor distancia de Urano y Neptuno. La tabla de la derecha muestra el radio mínimo (rmin) de los satélites que se pueden detectar con la tecnología actual, suponiendo un albedo de 0.04; por lo tanto, es casi seguro que hay pequeñas lunas de Urano y de Neptuno que aún no se pueden ver.
Debido a los números más pequeños, las conclusiones estadísticamente significativas sobre los grupos son difíciles. Un origen único para los irregulares retrógrados de Urano parece improbable, dada la dispersión de los parámetros orbitales que requerirían un impulso elevado (Δv 300 km), lo que implica un gran diámetro del impactador (395 km), que a su vez es incompatible con el tamaño Distribución de los fragmentos. En cambio, se ha especulado la existencia de dos agrupaciones:
- Grupo Caliban
- Grupo Sycorax

Estos dos grupos son distintos (con confianza 3σ) en su distancia de Urano y en su excentricidad. Sin embargo, estas agrupaciones no son compatibles directamente con los colores observados: Caliban y Sycorax aparecen de color rojo claro, mientras que las lunas más pequeñas son de color gris..
Para Neptuno, se ha observado un posible origen común de Psamathe y Neso. Dados los colores similares (grises), también se sugirió que Halimede podría ser un fragmento de Nereida. Los dos satélites han tenido una probabilidad muy alta (41%) de colisión con la edad del sistema solar.

## Exploración

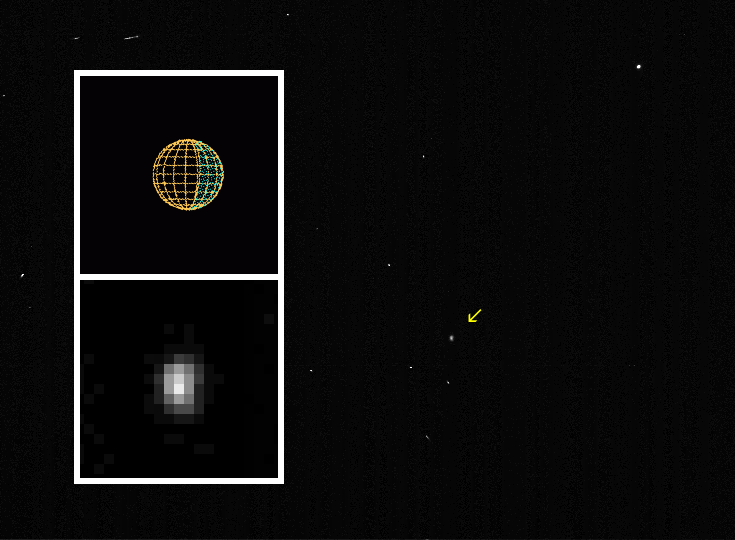
Distante imagen de Cassini de Himalia

Hasta la fecha, los únicos satélites irregulares que han sido visitados por una nave espacial son Triton y Phoebe, los irregulares más grandes de Neptuno y Saturno, respectivamente. Triton fue fotografiado por Voyager 2 en 1989 y Phoebe por la sonda Cassini en 2004. Cassini también capturó una imagen distante y de baja resolución de Himalia de Júpiter en 2000. No hay una nave espacial planeada para visitar satélites irregulares en el futuro.